# Carel Rosier
Natalis Carolus (Carel) Rosier, ook Carolus Rosier, Charles Rosiers, Charles de Rosier (Luik, 26 december 1640 – Keulen, 1725) was een barok-componist uit de Nederlanden, geboren in Luik, actief in het Heilige Roomse Rijk. Rosier componeerde vooral instrumentale muziek, waaronder zevenenvijftig dansstukken voor drie violen (1679).

## Werk en leven
Rosier was als kind al een goed violist en werd zo'n twintig jaar later vicekapelmeester aan het hof van keurvorst Maximiliaan Hendrik in Bonn tot 1675. Hij trouwde in 1664 in Bonn. In Keulen was hij kapelmeester aan de kathedraal; door het stadsbestuur werd hij tot een soortgelijke positie benoemd. Hij bracht in 1667 een bundel gedrukte motetten (Cantiones sacrae) uit als opus 1, en in 1668 volgde een soortgelijke bundel als opus 2. In 1672 trok de keurvorst samen met Engelse en Franse troepen ten strijde tegen de Nederlanden, waardoor Rosier zich genoodzaakt voelde onder te duiken in een klooster bij Keulen. In 1675 woonde hij nog in Keulen, maar vertrok naar Amsterdam. In 1679 werd in Amsterdam bij uitgeverij Lucas de Potter Antwerpsche Vrede Vreught gedrukt. Van ongeveer 1683 tot 1699 was hij werkzaam in de Nederlanden.
In 1697 richtten Hendrik Anders, Carl Rosier en zijn dochters Maria Petronella en Maria Anna, Jacques Cocqu en zijn dochter Catharina, Nicolas Ferdinand Le Grand, François Desrosiers, en Michel Parent een collegium musicum op met het doel concerten te geven; gedurende de zomer in Amsterdam, gedurende de winter in 's-Gravenhage.
Het is ook in die periode dat Cornelis Sweerts hem in zijn Inleiding tot de zang- en speelkunst van 1698 vernoemt, met vrijwel alle andere componisten die in die jaren van eind 17e eeuw tot een tijdelijke bloei van muziek op Nederlandse tekst hadden bijgedragen:
| Heel stip heeft ANDERS daar in ‘t Neerduits op gelet, Dat die naar de Italjaanse en Franschen trant gezet Kan werden: en het blijkt, dat hij in beide taalen Niet zo veel glorie als in ‘t Neerduits zou behalen: Ook doen ons PETERZEN en SCHENK op ‘t klaarste zien, Dat elk zijn eigen spraak meer eere hoort te bien: Zoo zijn 'er van ROZIER en KONING braave stukken, Die opgezongen naar de kunst, elkeen verrukken. |
Dochter Maria-Anna Rosier huwde de componist Willem de Fesch.

## Discografie
- Discografie op hoasm.org

## Werken
- Cantiones sacrae I (1667)
- Cantiones sacrae II (1668); beide collecties bestaan uit drie- en vierdelige motetten, met begeleiding van instrumentaal en basso continuo's.
- Ongeveer 12 missen
- Antwerpsche Vrede-Vreught voor altviool zonder bas (Amsterdam, 1679)
- Pièces choisies à la manière italienne (12 triosonaten) voor 2 fluiten of violen en basso continuo (Amsterdam, 1691)
- 14 sonaten voor hobo of trompet, 2 violen, altviool en basso continuo (Amsterdam, 1697)
- 8 Sonaten voor fluit en basso continuo (auteurschap onzeker)
- Frantzösische Partien a 3 (Augsburg, 1710) (verloren gegaan)

- Biblioteca Nacional de España: XX1780402
- Bibliothèque nationale de France: cb13958606t (data)
- Gemeinsame Normdatei: 123919703
- International Standard Name Identifier: 0000 0000 7977 8536
- Library of Congress Control Number: n83066230
- MusicBrainz: 3fabb3cc-2d02-4bd9-b261-457870e671a9
- Nationale Bibliotheek van Israël: 987007284362305171
- Nationale Bibliotheek van Polen: a0000002594820
- Nederlandse Thesaurus van Auteursnamen: 073799025
- Système universitaire de documentation: 166465798
- Virtual International Authority File: 74043837
- WorldCat: E39PBJbMcTfC4kWb9pPfqVQg8C